# Leviatano (Auster)
Leviatano (Leviathan) è il settimo romanzo dello scrittore statunitense Paul Auster, pubblicato da Viking Press nel 1992. La versione italiana fu pubblicata per la prima volta da Guanda nel 1995, e da Einaudi nel 2003.
Il romanzo segue la vita e i crimini di un uomo che decide di passare dalle parole ai fatti per consegnare il proprio messaggio al mondo, come racconta il suo amico migliore che ricostruisce la sua storia.

## Introduzione
Il romanzo si apre come un poliziesco, col narratore che comincia così:
(Incipit di Leviatano, Einaudi, 2003, trad. di Massimo Bocchiola)
Attraverso le sue indagini, il narratore cerca di rispondere alle domande su: chi fosse l'uomo che si era fatto esplodere, perché era stato trovato con una bomba fatta in casa, e quali circostanze lo avevano portato a una fine tanto violenta.

## Spiegazione del titolo del romanzo
Il titolo Leviatano, è ispirato dal biblico mostro marino che Thomas Hobbes utilizzò come metafora dello Stato nella sua opera dal titolo omonimo. Come il "Fantasma della Libertà" che fa saltare in aria in tutto il Paese le repliche della Statua della Libertà, il protagonista del romanzo è un eroe hobbesiano la cui nemesi è lo Stato; il suo suicidio, è metafora della lotta dell'uomo.
Auster è noto per collocare i suoi personaggi fittizi in contesti realistici con eventi reali da sfondo e cornice alle sue narrazioni. Ci sono analogie con l'"Unabomber", il terrorista accademico urbano, Theodore Kaczynski, che è stato attivo, per un periodo di tempo simile, dalla fine degli anni '70 fino alla metà degli anni '90.

## Trama
La storia della vittima, Benjamin Sachs, è raccontata da Peter Aaron, suo migliore amico, che incontra per la prima volta da collega scrittore in un bar di Greenwich Village nel 1975. Peter decide di provare a ricostruire la storia dell'altra vita di Ben, dopo che gli agenti dell'FBI si avvicinano a lui nel corso delle loro indagini. Della loro amicizia, Peter riconosce i persi anni di sofferenza e di stato interiore doloroso di Ben, dicendo:
(Leviatano)
I due prima si incontrano come romanzieri in competizione: Peter dalla mente "ruotata" e il provocatorio Ben con il suo matrimonio perfetto con la bella Fanny. Entrambi hanno il desiderio di "dire qualcosa", di fare la differenza nel mondo reale.
Nella sua vita privata, Ben stesso è pieno di dubbi e il suo matrimonio comincia a mostrare delle crepe, quando una notte, ritrovatosi stranamente a una festa di ubriachi, cade dalla scala antincendio del quarto piano, perdendo quasi la vita. La caduta è sia reale che metaforica. Per i giorni successivi si rifiuta di parlare e quando si recupera si mostra stranamente distante. Dopo una settimana di riabilitazione, Ben esprime il desiderio di porre fine alla vita che aveva vissuto fino ad allora. Ritenendo che la sua vita fosse stata uno spreco, dichiara di voler fare di tutto per cambiare, e offrendo a sé stesso un ultimatum di "tutto o niente", stabilisce di dover riprendere il controllo o fallire definitivamente. In attesa di questo cambiamento, lascia Fanny, si trasferisce in una baracca nel Vermont dove inizia a lavorare su un libro - poi svanisce, abbandonando la baracca e il suo contenuto, tra cui il suo manoscritto, intitolato Leviatano. Non vi sono ulteriori contatti con Fanny ma vi è un ultimo incontro con Peter, al quale confessa tutto.
Peter ricostruisce la vita di Ben e i rapporti con Maria, un'artista, e con l'amica di questa, Lillian. Un casuale, violento incontro con il marito di Lillian, veterano della guerra del Vietnam, chiamato Reed, indirizza Ben in una direzione del tutto nuova.

## Temi maggiori
I temi austeriani nel romanzo analizzano il fallimento, l'identità, il caso, la coincidenza e la natura sfuggente della verità. Maria, il personaggio che segue degli sconosciuti per fotografarli, si ispira a Sophie Calle, artista, scrittrice e performer francese che ha ricreato momenti della propria vita fotografando degli estranei su cui poi inventava delle storie. Auster esplicita la sua riconoscenza verso di lei nell'introduzione del romanzo. Ben, personaggio centrale del romanzo, incontra Maria nel momento in cui egli comincia a rendere più vivace la propria vita. La differenza è che mentre la Calle e Maria sfruttano le loro fantasie in vista di una carriera, Ben si crea una vita che lo finisce.
Stilisticamente, Auster rivela i suoi temi attraverso una tortuosa scrittura "multi-stratificata", riportando i propri contrastanti conflitti personali per scrivere tipi soggettivi di verità.

## Personaggi
- Peter Aaron, il romanziere e il narratore (chiamato come il biblico portavoce di Dio, Aaron)
- Benjamin Sachs, il contestatore della guerra, romanziere, terrorista urbano
- Fanny Sachs, la moglie di Ben
- Maria Turner, la fotografa
- Lillian Stern, l'ex-prostituta, migliore amica di Maria
- Maria Dimaggio, la giovane figlia di Lillian
- Reed Dimaggio, il marito di Lillian
- Agnese Darwin, l'ospite della festa che provoca l'incidente di Ben

## Edizioni
- Paul Auster, Leviatano, traduzione di Eva Kampmann, collana Narratori della Fenice, Guanda, 1995,  p. 261, ISBN 88-7746-635-9.

- Paul Auster, Leviatano, traduzione di Eva Kampmann, collana Einaudi Tascabili, Einaudi, 2003,  p. 285, ISBN 88-06-16722-7.